# تروپولون
تروپولون (به انگلیسی: Tropolone) با فرمول شیمیایی C7H6O2 یک ترکیب شیمیایی با شناسه پاب‌کم 3102 است. که جرم مولی آن ۱۲۲٫۱۲ گرم بر مول می‌باشد. 